# Choudhary Rahmat Ali
Chaudhry Rahmat Ali nebo Rehmat Ali Khan (16. listopadu 1897 – 12. února 1951) byl indický Muslim, který byl jedním z prvních lidí, kteří podporovali myšlenku založení samostatného státu Pákistán. Také je autorem názvu státu (28. ledna 1933).